# フォルテワジマ
フォルテワジマ（英称：FORTE WAJIMA）は、和歌山県和歌山市ぶらくり丁にある大規模複合商業施設である。和島興産が運営している。
1891年（明治24年）に開業し2001年（平成13年）2月26日に倒産した老舗百貨店「丸正百貨店」のビルを利用しているが、館内は全面改装されており、地下には天然温泉を使った温浴施設も併設されている。

## 歴史・概要
老舗百貨店丸正が郊外型大型店や和歌山駅（和歌山ターミナルビル）の和歌山近鉄百貨店（現在の近鉄百貨店和歌山店）などとの競合に破れて2001年（平成13年）2月26日に倒産･閉店し、ぶらくり丁商店街に3つあった大型店で最後まで残った最大の集客施設が消滅した。これを受け、中心市街地の衰退に拍車が掛かるのを防ごうと当時の和歌山市長が公立大学設立案を2002年（平成14年）に市議会に提出したが否決された。2003年（平成15年）には和島興産とは無関係な別の地元不動産事業者が再生計画を作ったが、本館の計画は実現せず、2004年（平成16年）に北別館のみをレストラン･音楽スタジオなどの複合施設として開業したものの、短期間で破綻に追い込まれてしまった。
こうした状況を受けて地元に本社を置く編み機メーカー大手の島精機製作所の創業者で社長の島正博の妻が社長で同社の発行済み株式の9.43%を保有する筆頭株主である和島興産が2006年（平成18年）6月22日に再生計画を発表したのが始まりである。
2007年（平成19年）に国の認定を受けた和歌山市の中心市街地活性化計画の一環として、国土交通省の「暮らし・にぎわい再生事業」補助金（国3億円、市2億円、県1億円）を受けると共に、和歌山商工会議所や和歌山県、和歌山市、地元金融機関など官民を挙げた協力を取り付けて和島興産が自らテナント募集などを手掛け、国公私立大学や公的団体の施設が入居する複合施設として開設した。
当施設の開設に当たっては、こうした協力を背景に、土地と建物の権利関係が戦後の再建時から複雑だった問題を地元金融機関が主導して1年5ヵ月をかけて地籍確認や測量を含めてやり直して曖昧な部分があったものを調整し、和島興産が土地の76%、建物の94%を所有する状況を実現し、周辺の土地･建物を取得又は借入れてモータリゼーションへの対応に不可欠な駐車場を315台分確保して丸正破綻要因の一つだった駐車場不足を改善するなど不動産としての再整備を行った。
そして、中心市街地の衰退による販売力の衰えを考慮して物販以外の比率を高めることとし、地下1500mまでボーリングを行って天然温泉を掘削して地下1階に温浴施設ふくろうの湯を開設したほか、和歌山市の中心市街地活性化計画に盛り込まれていた大学キャンパスの中心市街地への招致の一環として和歌山大学やプール学院大学を入居させてカレッジ･オフィスフロアを開設、さらには和歌山県立医科大学の診療所と研究所や関西医療大学の鍼灸治療所などが入居したメディカルフロアを設置、さらには地元企業の島精機製作所が博物館などを設置するなどしたため、全フロアの約70%を商業施設以外の機能で占める構成とした。
また、商業機能としては中心市街地への居住促進の観点から要望の強かった食品スーパーをテナントとして招致しようとしたが失敗した為、和島興産の直営でフォルテ食品館として開業するなど地域貢献を配慮している。
和歌山大学観光学部の事務局や図書館などの設置は教室用に借りようとしていたビルの共益費などの問題がクリアできないとして交渉が決裂し、2008年（平成20年）8月21日には中心市街地への観光学部キャンパス設置そのものを断念して郊外にある既存のキャンパスに設置するとしたため実現せず、2008年（平成20年）6月2日に昼間は学生が利用し、 夕方以降は市民の講座や勉強会などを行う広さ約260m2に40人収容の教室が2部屋と事務所という和歌山大学サテライト本部をフォルテワジマ6階に開設するに留まったため、2009年（平成21年）4月4日には3階に島精機製作所がニットの編み機と北原照久のプロデュースする動く人形「モーションディスプレイ」など懐かしのおもちゃの展示を融合した世界初の博物館「フュージョンミュージアム ニット&トーイ」、5階全フロアと6階の一部に糖尿病・高血圧、膠原病・リウマチなどの生活習慣病の予防などに重点を置いた和歌山県立医科大学みらい医療推進センターを開設してリニューアルすることとなった。
このような整備を行った結果、和島興産と島精機製作所で約半分のフロアを使用する形となったが、中心市街地の商業機能の衰えにより安定した家賃収入の確保が期待し難い店舗以外の非商業系のテナント収入が多めになったことにより、不動産経営としては安定化したほか、立地する商店街ぶらくり丁の通行者数が2007年（平成19年）9月の3,138人から2008年（平成20年）3月には約1.5倍の4,772人に増加するなど賑わいを再生すると共に施設全体で200人以上の雇用を生むなど中心市街地の活性化に一定の貢献をすることに成功している。
和歌山商工会議所の調査で当施設南側の通行量は2010年（平成22年）には休日は3550人と2003年（平成15年）に比べ1165人増、平日は3381人と2003年（平成15年）に比べ492人増となるなど現在でも一定の集客効果が見られるものの、2004年（平成16年）12月に郊外に10スクリーンと大型駐車場を備えたシネマコンプレックスが開業した影響で2005年（平成17年）8月末映画館すべてがなくなり、2009年（平成21年）10月11日には家電販売店ジョーシンコバヤカワも閉店するなど「集客機能・パワーが10年前と比べて著しく低下している」ため、同調査でぶらくり丁周辺11カ所の通行量は2010年（平成22年）には平日が2000年（平成12年）の40.3%減の2万6879人、休日は66.1%減の2万4873人と大きく落ち込んでいる。
2011年（平成23年）4月には3階に和歌山県にゆかりのあるスポーツ選手などの記録や資料の展示などを行う「わかやまスポーツ伝承館」を開設するなど地域活性化のためのテコ入れが続けられている。

## 沿革
- 1990年（平成2年）2月 - 丸正百貨店の新本館として開業。総工費135億円。
- 2001年（平成13年）2月26日 - 丸正百貨店が約231億円の負債を抱えて倒産[2]。
- 2002年（平成14年） - 和歌山市長による公立大学設立案を市議会が否決[1]。
- 2003年（平成15年） - 地元不動産事業者(和島興産とは無関係)が再生計画を発表[1]。
- 2004年（平成16年） - 北別館のみをレストラン･音楽スタジオなどの複合施設として開業[1]
- 2006年（平成18年）6月22日 - 和島興産が再生計画を発表[1]。
- 2007年（平成19年）10月25日 - 地下1階・1階オープン[1]。
- 2008年（平成20年）
  - 3月31日 - 2階・3階・4階オープン。
  - 5月27日 - 7階オープン。
  - 6月2日 - 6階オープン。
- 2009年（平成21年）
  - 4月4日 - 3階リニューアルオープン。
  - 7月20日 - 5階オープン。
  - 10月1日 - 5階「関西医療大学・サテライト鍼灸治療所和歌山」オープン。
  - 11月22日 - 4階「和歌山県パスポートセンター」オープン。
  - 12月1日 - 地下1階「お食事処 味彩」オープン。
  - 12月21日 - 6階「わかやま産業振興財団」オープン。
- 2010年（平成22年）
  - 6月21日 - 6階「プール学院大学・短期大学部　わかやまキャンパス」オープン。
- 2011年（平成23年）
  - 4月5日 - 3階「わかやまスポーツ伝承館」オープン。
  - 5月1日 - 6階「和歌山社会経済研究所」オープン。

## 館内
| 7階     | グルメフロア              | レストラン街：イタリアンダイニングVABENE・炭diningみなみ・寿司 きし田・とんかつ 庄内・Restaurant Green・Bar Blue |
| 6階     | カレッジ・オフィスフロア  | 和歌山大学まちかどサテライト、プール学院大学・短期大学部 わかやまキャンパス、発明協会和歌山県支部／和歌山県知的所有権センター、杉本特許事務所、わかやま産業振興財団、和歌山社会経済研究所（シンクタンク）等                                                             |
| 5階     | メディカルフロア          | 和歌山県立医科大学みらい医療推進センター「サテライト診療所本町」「げんき開発研究所」、和歌山県薬剤師会「おくすりセンター」、和歌山県臨床衛生検査技師会、関西医療大学「サテライト鍼灸治療所和歌山」、和歌山マスターズ陸上競技連盟 中高齢者スポーツ活動推進支援事業事務局 |
| 4階     | カルチャー&イベントフロア | イベントホール（催事場）・会議室・英会話教室・カルチャーセンター（文化教室）・和歌山県パスポートセンター 等 |
| 3階     | ミュージアムフロア        | フュージョンミュージアム ニット（島精機の博物館）・オーダーニットファクトリー・わかやまスポーツ伝承館 |
| 2階     | ファッションフロア        | 婦人服、雑貨、ネイルサロン、おもちゃ、カフェ、テレビ和歌山公開スタジオ 等 |
| 1階     | フォルテ食品館            | 生鮮食品、デリカ、ベーカリー・カフェ、ブティック、雑貨、サービスカウンター、リーガルシューズ 等 |
| 地下1階 | ふくろうの湯              | 天然温泉「ふくろうの湯」、岩盤浴（男女共用、女性専用）、たかの友梨ビューティクリニック、レストラン、ボディケア、ドリンクコーナー、カラオケ 等 |
| 北館    | フォルテ北館パーキング    | 駐車場（タワー式） |
| 南館    | フォルテ南館パーキング    | 駐車場（平面、タワー式） |

## その他
- イメージキャラクターはふくろうである。
- 1階入口横には大きなからくり時計が設置されている。
- レシート1000円で1時間、3000円で1時間半、5000円で2時間の駐車料金無料サービスがある。
- ふくろうの湯は、入浴または岩盤浴利用で2時間、入浴と岩盤浴利用で3時間の駐車料金無料サービスがある。
- 4階のイベントホール、会議室は一般利用も可能（有料）。
- 1階のたこ焼き店は丸正百貨店時代にも地階に入居していた。